# Urkers

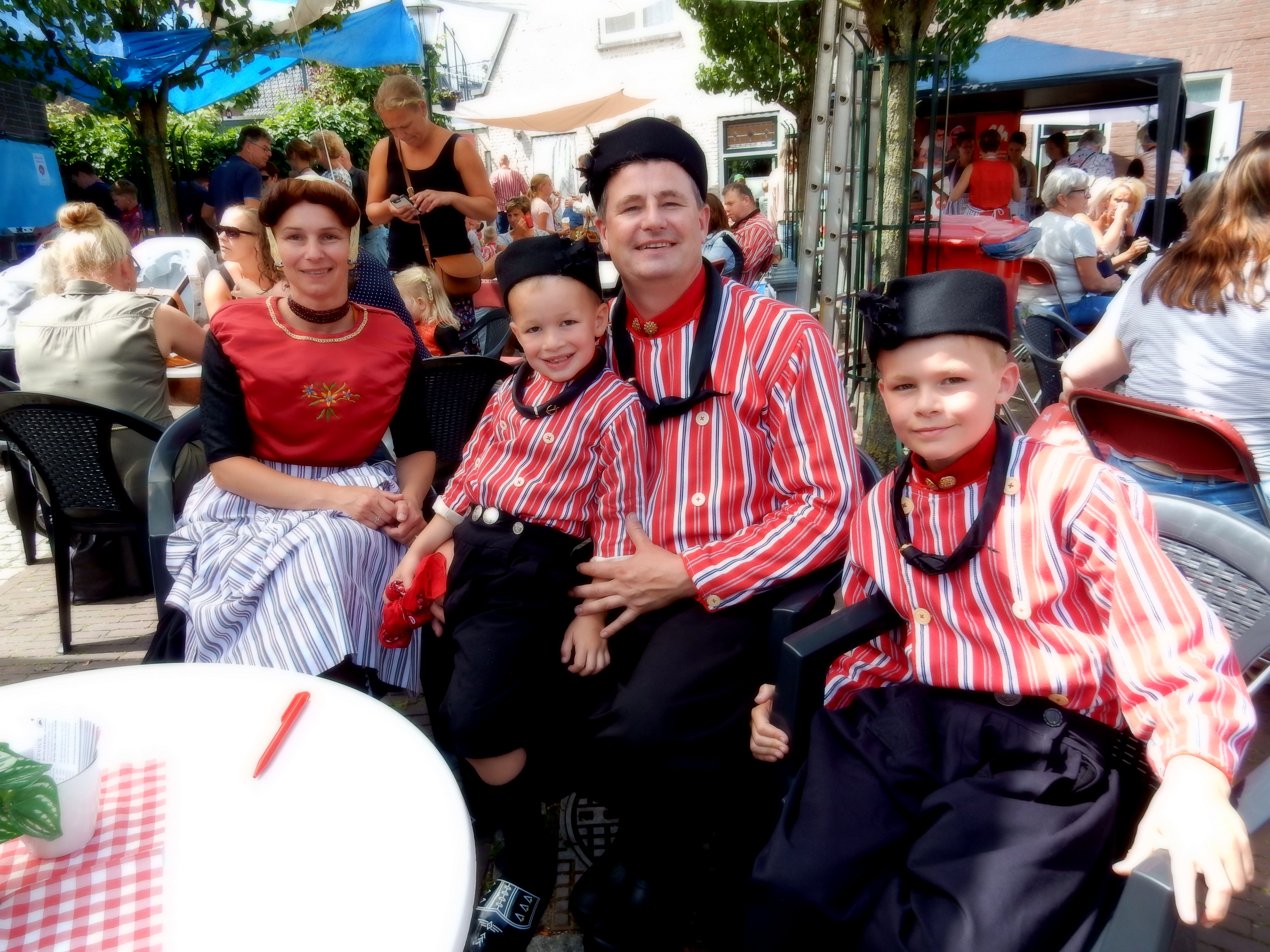
Inwoners van Urk in klederdracht

Het Urkers (vernederlandst: Urks) is een Nedersaksisch dialect dat gesproken wordt op het Nederlandse voormalige eiland Urk, dat tegenwoordig deel uitmaakt van het vasteland (provincie Flevoland). 

## Classificatie
Het Urkers behoort met het Eemlands en het West-Veluws tot de groep van overgangsdialecten tussen het Nedersaksisch en het Nederfrankisch. Het dialect is ondanks deze verwantschappen uniek van karakter. Sinds de late negentiende eeuw hebben veel taalwetenschappers zich ermee beziggehouden. Het Urkers kan niet gerekend worden tot het Friso-Franko-Saksisch, een verouderde groep talen die valt tussen het Fries, Nederfrankisch en het Nedersaksisch.

## Kenmerken
De oude discussie luidt of het Urkers een Frankisch of een Saksisch dialect is. Ook andere indelingen worden incidenteel gebruikt (zie onder). Saksische elementen zijn het zwakke prefix e- in plaats van ge- in voltooide deelwoorden (ewarekt), de verkleuring van aa naar oa en de duidelijke uitspraak van de -n. Typisch Frankisch is het eenheidsmeervoud op -en (en niet op -t; wiej wareken). Umlaut in verkleinwoorden komt voor, maar niet als regel.

### Fonologie
Het Urkers heeft een grote klankinventaris, waarin de meeste klanken een korte en lange variant hebben. Dit verschil kan betekenisonderscheidend werken: kiek betekent "kijk", maar kiêk is "keek". De klankwetten voor het Urkers zijn zeer gecompliceerd en onregelmatig. In veel woorden waar het Standaardnederlands ij en ui heeft en het Sallands ie en uu, heeft het Urkers de klanken ee en eu. Dit wordt verklaard uit de theorie van de Hollandse expansie: In de zeventiende eeuw begon het Hollands de ie en uu voor de zuidelijke ij en ui in te ruilen. Deze prestigieuze streektaal had zijn invloed op de Zuiderzeedialecten, bijvoorbeeld door Amsterdamse handelaren. De klanken ee en eu zijn tussenfasen in die overgang, die het Amsterdams in de zeventiende eeuw moet hebben gehad.

### Woordenschat
Tevens wordt in het Urkers de h weggelaten. Dit verschijnsel is vermoedelijk in de achttiende eeuw uit Zwolle overgewaaid.
De woordenschat van het Urkers kent veel woorden die typisch voor de IJsselmeerkust zijn of waren: tate voor "vader", bessien voor "oma" enz. Deze woordenschat raakt weliswaar lichtelijk afgeplat door de toenemende invloed van het Nederlands, maar dit is in relatief geringe mate het geval.

### Veranderingen
Het Urkers heeft te maken met veranderingen in taal en klinkers. De lange 'ee' verandert naar een lange 'ie', zoals 'ezeten' dat tegenwoordig 'ezieten' is. Datzelfde geldt voor 'egeten', 'emeten' en 'elegen', dat nu 'egieten', 'emieten' en 'eliegen' is. Jongeren zeggen dan ook steeds vaker 'ik kuun' in plaats van 'ik kan'.
Het woord 'kukebessien', dat vroeger een scheldwoord voor oud wijf was, wordt sinds kort gebruikt als het Nederlandse woord overgrootmoeder. De taalveranderingen bewegen dus in dit geval niet naar het Standaardnederlands toe, maar ervan af.

## Onderzoek
De bekende amateur-dialectoloog Johan Winkler nam in zijn Dialecticon ook een Urker vertaling van de gelijkenis van de Verloren Zoon op. In de lange inleiding verwonderde hij zich over het unieke karakter van het dialect. Vooral de hierboven beschreven klanken intrigeerden hem. Hij meende dat deze klanken door de bewoners van het eiland Flevo al gebruikt werden, en later door de bewoners van Urk - het deel van het eiland dat overbleef - behouden was. Deze theorie geldt nu als hopeloos verouderd, maar in de negentiende eeuw was het normaal te denken dat dialecten erfgoed uit de oertijd bezaten en nauwelijks veranderden tot de komst van de standaardtaal. Ook professionele taalgeleerden, zoals prof. Jac. van Ginneken, namen dit aan.
Na jarenlang vergelijkend onderzoek kwam in de jaren twintig G.G. Kloeke tot zijn theorie van de Hollandse expansie: de beïnvloeding van de oostelijke taal door het machtige Holland. Bij benadering wordt Kloekes theorie nog steeds aangenomen.
Op basis van nieuwe indelingsmethoden hebben sommige taalkundigen ervoor gepleit om het Urkers in een aparte familie in te delen, waar dit dialect dan het enige lid van is. Dit zou kunnen betekenen dat het Urkers feitelijk als aparte taal moet worden gezien, aangezien het Nedersaksisch ook steeds vaker als zodanig wordt beschouwd. De visie van het Urkers als noch Hollands, noch Nedersaksisch doet denken aan de indeling die Jan te Winkel eraan gaf: in zijn Geschichte der niederländischen Sprache deelde hij het met onder meer het West-Veluws in bij het Süderseeisch.

## Dialectgebruik
Zeer waarschijnlijk is het Urkers het meest vitale dialect in heel Nederland. Daar Urk een zeer hechte gemeenschap is, spreken bijna alle Urkers onder elkaar nog het dialect. Het heeft een relatief hoog prestige en wordt in alle informele situaties gebruikt, ook tegen vreemdelingen. Verhuisde Urkers blijven het dialect nog lang onder elkaar gebruiken, soms zelfs tegen de bewoners van hun nieuwe woonplaats. Sinds de Tweede Wereldoorlog werd het vrij regelmatig opgeschreven. Er zijn onder meer Bijbelfragmenten in het Urkers vertaald, maar in het orthodoxe dorp ziet men ervan af deze bijvoorbeeld tijdens kerkdiensten te gebruiken: dit zouden velen als blasfemie opvatten. Er is een levendige dialectkring.

## Sjibbolet
De zinsnede "Un kweeuwkien mit gerespelde keaze" (een beschuitje met geraspte kaas) wordt vaak gebruikt als sjibbolet, om te testen in hoeverre iemand in staat is om het Urker dialect goed uit te spreken. Het is te vergelijken met het Friese "Bûter, brea, en griene tsiis".